# Бели-Извор
Бели-Извор (болг. Бели извор) — село в Болгарии. Находится в Врачанской области, входит в общину Враца. Население составляет 744 человека.

## Политическая ситуация
В местном кметстве Бели извор, в состав которого входит Бели-Извор, должность кмета (старосты) исполняет Тошо Ставров Младенов (Национальное движение «Симеон Второй» (НДСВ)) по результатам выборов.
Кмет (мэр) общины Враца — Тотю Младенов Младенов (Граждане за европейское развитие Болгарии (ГЕРБ)) по результатам выборов.